# محمد بن يحيى (لاعب كرة قدم)
محمد بن يحيى (بالفرنسية: Mohamed Benyahia)‏ (مواليد 30 يونيو 1992) هو لاعب كرة قدم جزائري، يلعب كمدافع

## ألقاب

### الأندية
اتحاد الجزائر
- كأس السوبر الجزائري (1): 2016

## روابط خارجية
- محمد بن يحيى على موقع رابطة كرة القدم الفرنسية للمحترفين (الإنجليزية)
- محمد بن يحيى على موقع قاعدة بيانات كرة القدم.إي يو (الإنجليزية)
- محمد بن يحيى على موقع ناشيونال فوتبول تيمز (الإنجليزية)
- محمد بن يحيى على موقع Soccerway.com (الإنجليزية)
- محمد بن يحيى على موقع عالم كرة القدم.نت (الإنجليزية)
- محمد بن يحيى على موقع AS.com (الإسبانية)
- Mohamed Benyahia إحصائيات at foot-national.com
- Mohamed Benyahia profile at footballdatabase.eu
- قالب:Lfpfr